# Don’t Kill My Vibe
Don’t Kill My Vibe ist der Titel eines Lieds der norwegischen Sängerin Sigrid. Es wurde im Februar 2017 veröffentlicht. Im Mai folgte eine gleichnamige EP mit vier Liedern.

## Zum Lied
Hauptthematik des Lieds ist das Gefühl, nicht als Person respektiert zu werden. Sigrid äußerte sich in mehreren Interviews zur Entstehungsgeschichte des Lieds:

“I was in my first writing session with Martin Sjølie. We had two days together and the first hour he asked me what I’d been thinking about, just to get to know me. I told him about a previous songwriting session that was pretty difficult. […] Some people that made me feel very small, like my opinion wasn’t important. […] It’s quite difficult when you’re going to write a song with someone else, and when you’re writing a song it’s about chemistry. I find it quite hard to write when you feel like it’d almost be better if you weren’t in the room. The thing that was discouraging the most was the comments. I don’t know if it was my gender or my age or what it was, but I was made to feel that my opinion wasn’t as important. I got pissed off at myself for not speaking up in that session, […] just because I was afraid of overreacting. So it felt terrific to finally get it all out in this tune.”

„Ich war in meiner ersten Songwritingsession mit Martin Sjølie. Wir verbrachten zwei Tage zusammen und anfangs fragte er mich, woran ich gerade dachte, einfach um mich kennenzulernen. Ich erzählte ihm von einer vorigen Session, die sehr schwierig ablief. Da waren Leute, die mir das Gefühl gaben, dass meine Meinung nichts wert sei. Es ist generell schwierig, mit anderen Personen Songs zu schreiben, und dabei geht es vornehmlich um eine gewisse Chemie, die stimmen muss. Ich finde es ziemlich hart, wenn dir das Gefühl gegeben wird, dass es besser wäre, wenn du gar nicht im Raum wärst. Was mich am meisten entmutigt hat, waren die Kommentare – ich weiß nicht, ob es an meinem Alter lag oder weil ich eine Frau bin, aber ich fühlte mich, als wäre meine Meinung nicht wichtig. Ich war von mir selbst sehr verärgert, dass ich mich nicht gewehrt habe, weil ich Angst hatte überzureagieren. Daher fühlte es sich großartig an, das alles in Don’t Kill My Vibe zur Sprache zu bringen.“

Mit Don’t Kill My Vibe entstand innerhalb der zwei Tage ein knapp 3-minütiges Poplied, das der klassischen Form Strophe-Chorus-Strophe-Chorus-Bridge-Chorus folgt. Der Text ist in englischer Sprache verfasst, frei übersetzt bedeutet der Titel „Ruinier’ mir nicht meine Laune“:
| “You speak to me like I’m a child. Try to hold it down, I know the answer. I can’t shake it off and you feel threatened by me. […] You think you’re so important to me, don’t you? But I wanted you to know that you don’t belong here.” – Liedtext, Originalauszug | „Du sprichst mit mir, als wäre ich ein Kind. Ich versuche es zurückzubehalten, kenne aber die Antwort. Ich werde das Gefühl nicht los, dass du dich von mir bedroht fühlst. […] Du denkst, du wärst mir so wichtig, nicht wahr? Aber du sollst wissen, dass du eigentlich gar nicht hierher gehörst.“ – Liedtext, Übersetzung |

Das Lied ist bei 74 Schlägen pro Minute in der Tonart B-Dur verfasst. Dabei ist Sigrids Stimme auf einem Instrumental, das mit Klavier und Synthesizern entstand, zu hören. Produzent Sjølie spielte gemeinsam mit Tommy Kristiansen das Klavier ein, die Abmischung des Liedes erfolgte durch Martin Skalnes, während Alex Wharton für das Mastering verantwortlich zeichnet.

## Musikvideo
Das Musikvideo zu Don’t Kill My Vibe wurde unter der Regie von J.A.C.K. gedreht und am 31. März 2017 veröffentlicht. Das Musikvideo, das Kritiker als minimalistisch bezeichneten, zeigt die Sängerin vor mehreren verschiedenfarbigen Hintergründen, wie sie zum Lied singt und tanzt. Bis heute klickten über 11 Millionen User das Video auf YouTube an (Stand: September 2019).

## Veröffentlichung
Don’t Kill My Vibe wurde am 10. Februar 2017 auf den gängigen Downloadportalen veröffentlicht. Das Artwork zeigt die Sängerin, gekleidet in einer roten Hose und einem weißen T-Shirt mit dem Titel des Songs als Aufschrift, vor einer roten Wand stehen. Weiterhin erschienen akustische Versionen des Lieds sowie verschiedene Remixe, die unter anderem von Gryffin und Jack Garratt stammen. Um das Lied weiter zu bewerben, trat Sigrid in internationalen Formaten, unter anderem bei Later... With Jools Holland, bei der Late Late Show von James Corden sowie bei Inas Nacht auf.

## Rezeption

### Kritikerstimmen
Die Kritiken zu Don’t Kill My Vibe waren ausnahmslos positiv. Besonders der Chorus des Lieds wurde hervorgehoben, den Kritiker als „majestätisch“ bezeichneten. Jason Liphutz, der Sigrid für Billboard interviewte, nannte das Lied „eine der eingängigsten Singles des Jahres“ (engl.: „one of the year's catchiest singles“) und verglich es mit der „pop euphoria“ der Schwedin Robyn. Brittany Spanos, die für den Rolling Stone einen Artikel in der Reihe „10 Artists To Know“ im März verfasste schrieb, das Lied zeige wie viel Biss Sigrid in ihrer Stimme habe, sobald der Chorus beginnt. (engl.: „shows how much bite she has in her voice by the time the chorus hits“). Andrew Hannah, der für The Line Of Best Fit einen Artikel über Sigrid verfasste, schrieb: „this track is incredible and you’re not going to escape it.“ (dt.: „Dieses Lied ist unglaublich, und ihr werdet ihm nicht entkommen können.“)

### Kommerzieller Erfolg
In Sigrids Heimat Norwegen stieg das Lied bis auf Platz 28 der dortigen Singlecharts, im Vereinigten Königreich konnte sich das Lied für eine Woche auf Platz 62 der Charts platzieren. Auf Spotify wurde das Lied über 15 Millionen Mal gestreamt (Stand: Juni 2017).
| ChartsChartplatzierungen     | Höchstplatzierung | Wochen |
| ---------------------------- | ----------------- | ------ |
| Norwegen (IFPI)              | 28 (6 Wo.)        | 6      |
| Vereinigtes Königreich (OCC) | 62 (7 Wo.)        | 7      |